# Andrew Whiten
David Andrew Whiten (* 20. April 1948 in Grimsby, England), bekannt als Andrew Whiten,  ist emeritierter Professor für Vergleichende und Entwicklungspsychologie an der University of St Andrews in Schottland.
Seine Verhaltensforschung und Experimente mit nicht-menschlichen Primaten und Menschen (vor allem Kindern) konzentriert sich auf soziale Kognition, mit Themen wie soziales Lernen, Machiavellische Intelligenz, Tradition und die Entwicklung von Kultur. Zusammen mit Kollegen erfand er 1996 eine künstliche Frucht, mit der das Lernverhalten von Affen und Menschen studiert werden konnte.

## Leben und Wirken
Whiten absolvierte zunächst ein Studium als Zoologe an der University of Sheffield und erlangte anschließend einen PhD in Psychologie an der University of Bristol. Er lehrte ab 1970 an der Universität in St Andrews, arbeitete ab 1975 in der dortigen Abteilung für Psychologie und ab 1997 als Professor für Evolutionäre und Entwicklungspsychologie. Er gründete und leitete ab 2003 das interdisziplinäre Zentrum für soziales Lernen und kulturelle Evolution (Centre for Social Learning and Cultural Evolution) in St Andrews.
Er gründete und leitete außerdem das Primatenforschungszentrum Living Links to Human Evolution (kurz: Living Links), das 2008 im Edinburgh Zoo eröffnet wurde und jährlich über 250.000 Besucher verzeichnet.

## Mitgliedschaften und Funktionen in wissenschaftlichen Gesellschaften
Whiten ist Mitglied folgender Gelehrtengesellschaften:
- seit 2000: British Academy
- seit 2000: British Psychological Society
- seit 2001: Royal Society of Edinburgh
- seit 2013: Cognitive Science Society

Von 2008 bis 2013 war er Mitglied im Editorial Board der Philosophical Transactions of the Royal Society, Biological Sciences.
Von 2011 bis 2013 war er außerdem Vorsitzender des Komitees zur Vergabe von Forschungspreisen der British Academy.

## Auszeichnungen
Im Jahr 2001 erhielt Whiten den Delwart International Scientific Prize der Académie royale des Sciences, des Lettres et des Beaux-Arts de Belgique, 2007 die Rivers Memorial Medal des Royal Anthropological Institute (RAI) sowie die Osman Hill Medal der Primate Society of Great Britain. Er ist außerdem der erste und bislang einzige Wissenschaftler, der von der Royal Society of Edinburgh sowohl die Sir James Black Medal (2014) als auch die Senior Prize and Medal for Public Engagement (2015) erhielt.
Whiten erhielt die Ehrendoktorwürde (Honorary Doctor) der Heriot-Watt University in Edinburgh (2015), der University of Stirling (2016) sowie der University of Edinburgh (2016/2017).

## Schriften (Auswahl)
- A. Whiten: Social Learning and Culture in Child and Chimpanzee, 2017. In: Annual Review of Psychology, Vol. 68, pp. 129–154, 2017. doi:10.1146/annurev-psych-010416-044108
- A. Whiten: Experimental studies illuminate the cultural transmission of percussive technology in Homo and Pan, 2015. In: Philosophical Transactions of the Royal Society of London. Series B, Biological Sciences. 370, 20140359. doi:10.1098/rstb.2014.0359
- A. Whiten et al.: Potent social learning and conformity shape a wild primate’s foraging decisions, 2013. In: Science, 6131, 483-5
- A. Whiten, D. Erdal: The human socio-cognitive niche and its evolutionary origins, 2012. In: Philosophical Transactions of the Royal Society of London. Series B, Biological Sciences. 367: 2119-29. PMID 22734055 doi:10.1098/rstb.2012.0114
- A. Whiten et al.: Culture evolves, 2011. In: Philosophical Transactions of the Royal Society of London. Series B, Biological Sciences. 366: 938-48. PMID 21357216 doi:10.1098/rstb.2010.0372
- A. Whiten, V. Horner, F. de Waal: Conformity to cultural norms of tool use in chimpanzees, 2005 In:  Nature. 437(7059): 737-40. doi:10.1038/nature04047
- A. Whiten, J. Goodall et al.: Cultures in chimpanzees, 1999. In: Nature. 399: 682-5. PMID 10385119, doi:10.1038/21415
- A. Whiten et al.: Imitative learning of artificial fruit processing in children (Homo sapiens) and chimpanzees (Pan troglodytes), 1996. In: Journal of comparative psychology 110 (1), 3. doi:10.1037/0735-7036.110.1.3
- A. Whiten, Richard W. Byrne (Hrsg.): Machiavellian intelligence. Social expertise and the evolution of intellect in monkeys, apes, and humans. 1988.